# Barrage de Bozkır
Le barrage de Bozkır est un barrage dans le district d'Ortaköy de la province d'Aksaray en Turquie. La rivière Höşür (Höşür Deresi) conflue avec le fleuve Kızılırmak à 15 km en aval du barrage.

## Sources
- (en) www.dsi.gov.tr/tricold/bozkir.htm Site de l'agence gouvernementale turque des travaux hydrauliques